# 圣莱赞
圣莱赞（法語：Saint-Lézin，法語發音：[sɛ̃ lezɛ̃] ⓘ）是法国曼恩-卢瓦尔省的一个旧市镇，属于绍莱区。2015年12月15日，圣莱赞和相邻的其它11个市镇合并为新市镇安茹地区舍米耶（Chemillé-en-Anjou）。

## 地理
圣莱赞（47°14'58"N, 0°46'29"W）面积13.08 平方千米，位于法国卢瓦尔河地区大区曼恩-卢瓦尔省，该省份为法国西部内陆省份，大致对应安茹地区，北起顺时针与马耶讷省、萨尔特省、安德尔-卢瓦尔省、维埃纳省、德塞夫勒省、旺代省、大西洋卢瓦尔省和伊勒-维莱讷省接壤。
与圣莱赞接壤的市镇（或旧市镇、城区）包括：拉沙佩勒鲁斯兰、雅莱、拉瑞默利耶尔、莫日地区讷维、舍米耶。
圣莱赞的时区为UTC+01:00、UTC+02:00（夏令时）。

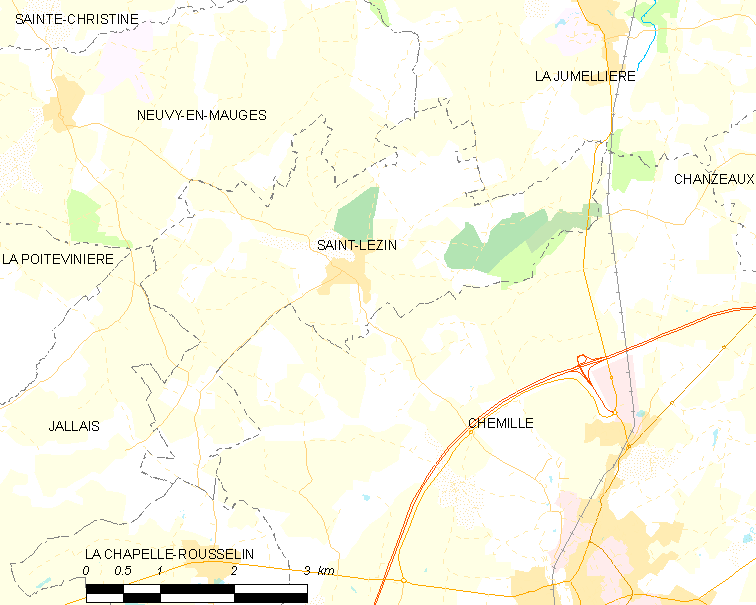
圣莱赞的OSM定位图

## 行政
圣莱赞的邮政编码为49120，INSEE市镇编码为49300。

## 政治
圣莱赞所属的省级选区为安茹地区舍米耶县。

## 人口

1962-2008年间圣莱赞人口变化图示

圣莱赞于2018年1月1日时的人口数量为777人。